# Kaiserpokal 1940
Der Kaiserpokal 1940 war die 20. Austragung des Kaiserpokals, des höchsten japanischen Fußballpokalwettbewerbs. Sieger des Wettbewerbs waren die Keiō BRB.

## Ergebnisse

### Viertelfinale
|                                | Ergebnis |                               |
| ------------------------------ | -------- | ----------------------------- |
| Kansai-Universität             | 1:2      | Kaiserliche Universität Tokio |
| All Yonhi                      | 1:2      | Waseda WMW                    |
| Kwansei-Gakuin-Universität     | 1:1      | All Bosung                    |
| Kaiserliche Universität Tōhoku | 0:3      | Keiō BRB                      |

### Halbfinale
|                               | Ergebnis |            |
| ----------------------------- | -------- | ---------- |
| Kaiserliche Universität Tokio | 1:2      | Waseda WMW |
| All Bosung                    | 1:2      | Keiō BRB   |

### Spiel um Platz 3
|                               | Ergebnis |            |
| ----------------------------- | -------- | ---------- |
| Kaiserliche Universität Tokio | 1:1      | All Bosung |

### Finale
|            | Ergebnis |          |
| ---------- | -------- | -------- |
| Waseda WMW | 0:1      | Keiō BRB |